# Đại dịch COVID-19 tại Nouvelle-Calédonie
Đại dịch COVID-19 đã được xác nhận là đã đến Nouvelle-Calédonie - Cộng đồng hải ngoại của Pháp, vào ngày 18 tháng 3 năm 2020. Tất cả các trường hợp đều ở đảo chính Grand Terre và có liên quan đến các du khách nước ngoài. Tính đến ngày 30 tháng 11 năm 2023, Nouvelle-Calédonie ghi nhận 80,064 ca nhiễm COVID-19 và 314 ca tử vong.

## Bối cảnh
Vào ngày 12 tháng 1 năm 2020, Tổ chức Y tế Thế giới (WHO) xác nhận rằng coronavirus mới là nguyên nhân gây ra bệnh đường hô hấp ở một nhóm người ở thành phố Vũ Hán, tỉnh Hồ Bắc, Trung Quốc và đã được báo cáo cho WHO vào ngày 31 tháng 12 năm 2019.
Tỷ lệ ca tử vong đối với COVID-19 thấp hơn nhiều so với đại dịch SARS năm 2003, nhưng tốc độ truyền bệnh cao hơn đáng kể cùng với tổng số người chết cũng đáng kể.

## Dòng thời gian
| COVID-19 tại Nouvelle-Calédonie () Tử vong Hồi phục Đang điều trị 20202021Thg 3Thg 4Thg 5Thg 6Thg 7Thg 8Thg 9Thg 10Thg 11Thg 12Thg 1Thg 2Thg 3Thg 4Thg 5Thg 6Thg 7Thg 8Thg 915 ngày gần nhất15 ngày gần nhất | COVID-19 tại Nouvelle-Calédonie () Tử vong Hồi phục Đang điều trị 20202021Thg 3Thg 4Thg 5Thg 6Thg 7Thg 8Thg 9Thg 10Thg 11Thg 12Thg 1Thg 2Thg 3Thg 4Thg 5Thg 6Thg 7Thg 8Thg 915 ngày gần nhất15 ngày gần nhất | COVID-19 tại Nouvelle-Calédonie () Tử vong Hồi phục Đang điều trị 20202021Thg 3Thg 4Thg 5Thg 6Thg 7Thg 8Thg 9Thg 10Thg 11Thg 12Thg 1Thg 2Thg 3Thg 4Thg 5Thg 6Thg 7Thg 8Thg 915 ngày gần nhất15 ngày gần nhất | COVID-19 tại Nouvelle-Calédonie () Tử vong Hồi phục Đang điều trị 20202021Thg 3Thg 4Thg 5Thg 6Thg 7Thg 8Thg 9Thg 10Thg 11Thg 12Thg 1Thg 2Thg 3Thg 4Thg 5Thg 6Thg 7Thg 8Thg 915 ngày gần nhất15 ngày gần nhất | COVID-19 tại Nouvelle-Calédonie () Tử vong Hồi phục Đang điều trị 20202021Thg 3Thg 4Thg 5Thg 6Thg 7Thg 8Thg 9Thg 10Thg 11Thg 12Thg 1Thg 2Thg 3Thg 4Thg 5Thg 6Thg 7Thg 8Thg 915 ngày gần nhất15 ngày gần nhất |
| --- | --- | --- | --- | --- |
| Ngày | Ngày | | Ca nhiễm | Ca nhiễm |
| 2020-03-18 | 2020-03-18 | | 2(n.a.) | 2(n.a.) |
| ⋮ | | | | |
| 2020-03-21 | 2020-03-21 | | 4(+100%) | 4(+100%) |
| 2020-03-22 | 2020-03-22 | | 5(+25%) | 5(+25%) |
| 2020-03-23 | 2020-03-23 | | 7(+40%) | 7(+40%) |
| 2020-03-24 | 2020-03-24 | | 9(+29%) | 9(+29%) |
| 2020-03-25 | 2020-03-25 | | 14(+56%) | 14(+56%) |
| 2020-03-26 | | | | |
| 2020-03-27 | 2020-03-27 | | 15(+7.1%) | 15(+7.1%) |
| ⋮ | | | | |
| 2020-03-31 | 2020-03-31 | | 16(+6.7%) | 16(+6.7%) |
| ⋮ | | | | |
| 2020-04-03 | 2020-04-03 | | 18(+12%) | 18(+12%) |
| ⋮ | | | | |
| 2020-04-14 | 2020-04-14 | | 18(=) | 18(=) |
| ⋮ | | | | |
| 2020-04-17 | 2020-04-17 | | 18(=) | 18(=) |
| ⋮ | | | | |
| 2020-04-21 | 2020-04-21 | | 18(=) | 18(=) |
| ⋮ | | | | |
| 2020-05-07 | 2020-05-07 | | 18(=) | 18(=) |
| ⋮ | ⋮ | | 38(=) | 38(=) |
| 2021-01-02 | 2021-01-02 | | 40(+5,3%) | 40(+5,3%) |
| ⋮ | ⋮ | | 40(=) | 40(=) |
| 2021-03-09 | 2021-03-09 | | 74(+85%) | 74(+85%) |
| ⋮ | ⋮ | | 74(=) | 74(=) |
| 2021-03-23 | 2021-03-23 | | 116(+57%) | 116(+57%) |
| ⋮ | ⋮ | | 116(=) | 116(=) |
| 2021-04-16 | 2021-04-16 | | 123(+6%) | 123(+6%) |
| ⋮ | | | | |
| 2021-09-07 | 2021-09-07 | | 143(n.a.) | 143(n.a.) |
| 2021-09-08 | 2021-09-08 | | 202(+41%) | 202(+41%) |
| 2021-09-09 | 2021-09-09 | | 253(+25%) | 253(+25%) |
| 2021-09-10 | 2021-09-10 | | 401(+58%) | 401(+58%) |
| 2021-09-11 | 2021-09-11 | | 701(+75%) | 701(+75%) |
| 2021-09-12 | 2021-09-12 | | 957(+37%) | 957(+37%) |
| 2021-09-13 | 2021-09-13 | | 1.286(+34%) | 1.286(+34%) |
| 2021-09-14 | 2021-09-14 | | 1.348(+4,8%) | 1.348(+4,8%) |
| 2021-09-15 | 2021-09-15 | | 2.460(+82%) | 2.460(+82%) |
| 2021-09-16 | 2021-09-16 | | 2.843(+16%) | 2.843(+16%) |
| 2021-09-17 | 2021-09-17 | | 3.401(+20%) | 3.401(+20%) |
| 2021-09-18 | 2021-09-18 | | 3.513(+3,3%) | 3.513(+3,3%) |
| 2021-09-19 | 2021-09-19 | | 3.603(+2,6%) | 3.603(+2,6%) |
| Nguồn: - Các trường hợp mắc virus corona mới Nouvelle Caledonie - Đài phát thanh New Zealand (RNZ) - Thông cáo báo chí của Chính phủ Nouvelle-Calédonie                                                      | | | | |

Vào ngày 17 tháng 3, Tổng thống Thierry Santa đã tuyên bố kế hoạch đình chỉ tất cả các chuyến bay vào lãnh thổ như một biện pháp phòng ngừa, áp dụng với tất cả du khách đã tự cách ly, không tuân thủ sẽ bị phạt tiền.
Vào ngày 18 tháng 3, 2 trường hợp đầu tiên ở New Caledonia đã được xác nhận.
Trong số 40 kit xét nghiệm được thực hiện vào ngày 21 tháng 3, 2 trường hợp đã được xác nhận, nâng tổng số lên 4 ca.
Vào ngày 25 tháng 3, 4 trường hợp mắc mới được báo cáo, nâng tổng số lên 14.
Vào ngày 27 tháng 3, 1 ca mới đã được báo cáo, đây là ca nhâp cảnh và nâng số ca nhiễm lên 15.

### Tháng 5 năm 2020
Vào ngày 7 tháng 5, tất cả 18 bệnh nhân đã bình phục. Không có trường hợp nào đang chữa trị.

### Tháng 7 năm 2020
Vào ngày 15 tháng 7, 1 trường hợp nhiễm COVID-19 mới đã được báo cáo, nâng tổng số trường hợp được xác nhận lên 22.

### Tháng 12 năm 2020
Tính đến tháng 12, không có ca lây nhiễm trong cộng đồng. Tuy nhiên, lực lượng an ninh từ Pháp phản ứng với Các cuộc biểu tình năm 2020–2021 ở New Caledonia đã cho kết quả dương tính. Các nhà lãnh đạo ở Tỉnh quần đảo Loyalty của New Caledonia đã cấm các lực lượng an ninh này đến thăm các hòn đảo vì họ yêu cầu rời khỏi khu vực cách ly bắt buộc sớm.

### Tháng 3 năm 2021
Vào ngày 7 tháng 3, các trường hợp lây truyền tại địa phương đầu tiên đã được báo cáo trong khu tập thể, với 9 trường hợp dương tính được phát hiện bên ngoài vùng cách ly là những khách du lịch đến từ Wallis & Futuna, nơi cũng có một ổ dịch cộng đồng. Lệnh phong tỏa 14 ngày đã được thực hiện vào ngày 9 tháng 3.